# 1995년 삼성 라이온즈 시즌
1995년 삼성 라이온즈 시즌은 삼성 라이온즈가 KBO 리그에 참가한 14번째 시즌이다. 우용득 감독이 팀을 이끈 마지막 시즌으로, 이종두가 주장을 맡았다. 
한편, 우용득 감독의 부임 첫 해인 1993년 한국시리즈에서 준우승에 머물렀음에도 90년대 들어 최고의 성적을 올렸으나 다음 해인 1994년부터 간판급 선수들의 부상 뿐 아니라 개인주의가 선수단에 전념되면서 팀분위기가 모래알처럼 흐트러져 2년 연속 5위로 포스트시즌 진출에 실패했으며 이 때문에 우용득 감독이 해당 시즌 후 3년 계약이 종료되면서 자연스럽게 물러났고 그 해 경북 전국체전 대학,일반부 야구경기는 경북 지역에 이렇다할 정규 구장이 없어 당시 삼성의 홈구장이었던 대구시민운동장 야구장에서 개최됐으며 고등부 야구경기는 경산 볼파크에서 열렸다.
아울러, 투수진 운용의 축이었던 박충식 - 전년도 6구원승 9세이브를 기록한 최한경 - 전년도 10개 홈런을 쳐 새세대 거포로 각광받았던 김한수 등이 방위로 입대하여 선수 운용에 어려움을 겪었고  이들 중 최한경은 그 해(95년) 선발로 키우려 시도했던 선수들이 무너지자 코칭스태프가 본인(최한경)을 선발 기용하는 강수를 뒀으며 갑작스런 선발 전향에도 7승(6선발) 4패의 성적을 거뒀지만 ERA가 5.70으로 부진한 데다 130km로 직구 구속이 떨어졌고 1996년에는 1승(구원) 2패에 그쳤으며 다음 해인  1997년 어깨부상을 당하여 이 때부터 한 차례도 출전하지 못했고 1999년 타자 전향을 시도했으나 실패하여 같은 해 말 삼성에서 방출된 뒤 LG에서 타자로 1군 복귀를 시도했지만  1년 만에 방출되어 은퇴했으며 김한수 (방위입대) 김태균 (방위입대) 정경훈 (한화 이적) 류중일 (부상) 강기웅 (부상) 등의 공백 탓인지 전년도(121실책)에 이어 이 해 103실책으로 팀 최다실책 불명예를 안아야 했다.

## 타이틀
- 한일 슈퍼게임 국가대표: 양준혁
- KBO 신인상: 이동수
- 올스타 선발: 이동수 (3루수), 양준혁 (외야수)
- 올스타전 추천선수: 김상엽, 김태한, 김재걸
- 컴투스프로야구 레전드 카드: 오봉옥
- 컴투스프로야구 삼성 라이온즈 베스트 라인업: 김상엽 (선발투수)
- 타격 WAR: 양준혁 (7.52)
- 2루타: 양준혁 (34)
- 볼넷: 양준혁 (77)

### 퓨처스리그
- 남부리그 타율: 박규대, 최찬욱 (0.301)
- 출루율: 김승관 (0.410)
- 남부리그 장타율: 최찬욱 (0.449)
- 남부리그 OPS: 김승관 (0.849)
- 타점: 최찬욱 (35)
- 남부리그 도루: 박규대 (20)
- 4사구: 김승관 (34)
- 남부리그 평균자책점: 허삼영 (1.99)

## 선수단
- 선발투수 : 김상엽, 박충식, 성준, 최한경
- 구원투수 : 오봉옥, 신성필, 최한림, 곽채진, 최용희, 박종철, 감병훈
- 마무리투수 : 김태한, 박석진, 안윤호, 김인철, 허삼영, 김승남, 이상훈
- 포수 : 김성현, 박선일, 김영진, 임채영
- 1루수 : 이승엽, 김승관
- 2루수 : 강기웅, 차상욱
- 유격수 : 김재걸, 류중일, 김태균
- 3루수 : 이동수, 김한수, 강두곤
- 좌익수 : 양준혁, 이종두, 김실, 전상렬, 강태윤
- 중견수 : 동봉철
- 우익수 : 신동주, 강종필
- 지명타자 : 이만수, 김성래, 이정훈, 최홍주, 김진삼, 윤혁, 최익성, 이중화, 최찬욱

## 여담
- 홈구장인 대구시민운동장 야구장의 천연 잔디를 애스트로 터프로 교체했다.
- 삼성 라이온즈 볼파크를 2군 홈구장으로 사용한 첫 시즌이다.
- 이만수는 KBO 리그 사상 최초로 통산 100사구를 달성했다.
- 이승엽은 구단 사상 최초로 단일 시즌 규정 타석을 채운 10대 내야수이자 KBO 리그 사상 최연소 규정 타석 충족 내야수가 되었다.
- 이승엽은 이 시즌까지 희생플라이 7개를 기록해 KBO 리그 10대 타자 통산 최다 기록을 세웠다.
- 김승관은 이 시즌까지 BB/K 2.00으로 KBO 리그 10대 타자 통산 최고 기록을 세웠다.
- 김상엽은 이 시즌 KBO 리그 역대 단일 시즌 태평양 돌핀스 상대 최다 희생플라이 허용(5) 기록을 세웠다.
- 삼성 라이온즈 2군은 KBO 퓨처스리그 남부리그에서 해태 타이거즈 2군과 공동 1위에 올라 KBO 퓨처스리그 역대 최초의 공동 우승을 차지했다. 또한 앞서 1994년에 이어 2년 연속으로 KBO 퓨처스리그 우승을 차지함에 따라 역대 최초로 2년 연속으로 KBO 퓨처스리그에서 우승한 팀이 되었다. 이후 1998년까지 5년 연속으로 KBO 퓨처스리그 우승을 차지하여 이 부문 신기록을 한동안 유지했으나, 이 기록은 2009년 상무 피닉스 야구단에 의해 깨졌다.
- 1996 신인드래프트에서 구단 사상 최초의 고졸우선지명으로 권영철, 김성훈, 김헌수를 지명하여 영입했다.

## 같이 보기
- 1994년 삼성 라이온즈 시즌